# Herbicid
Et herbicid eller ukrudtsmiddel er et pesticid (gift) til bekæmpelse af ukrudt eller uønsket plantevækst. "Selektive ukrudtsmidler" dræber bestemte grupper af planter, mens de skåner de dyrkede planter. Nogle af disse midler virker ved, at de griber ind i ukrudtets vækst, og de er ofte plantehormoner. Ukrudtsmidler, der bruges til at rydde et område for al vegetation, er bredtvirkende og dræber alle planter, som bliver ramt.
Ukrudtsmidler bruges i vidt omfang inden for landbrug og i haver og landskabspleje. Desuden bruges de ved vedligeholdelse af veje og jernbaner og i små mængder af skovbruget, på græsningsarealer og i plejen af fredede områder. Visse planter som f.eks. Almindelig Valnød producerer naturlige ukrudtsmidler.
Miljøministeriet udgiver en liste over tilladte bekæmpelsesmidler, herunder også ukrudtsmidler.

## Herbicidresistens
Efter introduktionen af genmodificerede afgrøder med herbicidresistens er der sket en opformering  af resistent ukrudt. Resistens er en nedarvet egenskab, der forekommer naturligt i nogle få planter af en art som et resultat af tilfældige og sjældne mutationer. Herbicidresistens er også konstateret i Danmark, men kan modvirkes ved bl.a. at skifte mellem afgrøder og ikke bruge sprøjtemidler med samme virkningsmekanisme.

## Eksternt link
- Bekæmpelsesmiddelstatistik 2009. Miljøstyrelsen
- Herbicider, Biosite